# Katastralgemeinde St. Salvator
Die Katastralgemeinde St. Salvator ist eine von drei Katastralgemeinden der Stadtgemeinde Friesach im Bezirk Sankt Veit an der Glan in Kärnten. Sie hat eine Fläche von 7532,13 ha.
Die Katastralgemeinde gehört zum Sprengel des Vermessungsamtes Klagenfurt.

## Lage
Die Katastralgemeinde liegt im Norden des politischen Bezirks Sankt Veit an der Glan. Sie umfasst Teile des Metnitztals, des Mödringbergzugs, der Metnitzer Alpen und des Friesacher Felds. Die Katastralgemeinde erstreckt sich über eine Höhenlage von 644 Metern am Metnitzbach am Nordrand der Stadt Friesach bis zu 1892 Metern auf der Grebenzen.

## Ortschaften
Jeweils zur Gänze auf dem Gebiet der Katastralgemeinde St. Salvator befinden sich die Ortschaften Guldendorf (der Kärntner Teil des Orts), Gunzenberg, Gwerz, Hundsdorf, Ingolsthal, Leimersberg, Mayerhofen, Moserwinkl, Oberdorf I, Reisenberg, Roßbach, St. Johann, St. Salvator, St. Stefan,  Stegsdorf, Timrian, Wels, Zienitzen und Zmuck. Teilweise auf dem Gebiet der Katastralgemeinde St. Salvator befinden sich die Ortschaften Engelsdorf und Judendorf.

## Vermessungsamt-Sprengel
Die Katastralgemeinde gehört seit 1. Jänner 1998 zum Sprengel des Vermessungsamtes Klagenfurt. Davor war sie Teil des Sprengels des Vermessungsamtes St. Veit an der Glan.

## Geschichte
Ende des 18. Jahrhunderts wurden die Kärntner Steuergemeinden (später: Katastralgemeinden) gebildet und Steuerbezirken zugeordnet. Die Steuergemeinde St. Salvator wurde Teil des Steuerbezirks Dürnstein.
Im Zuge der Reformen nach der Revolution 1848/49 wurden die Steuerbezirke aufgelöst und Ortsgemeinden geschaffen. Auf dem Gebiet der Katastralgemeinde St. Salvator entstand die Gemeinde St. Salvator. Die Größe der Katastralgemeinde St. Salvator wurde 1854 mit 10736 Österreichischen Joch und 1696 Klaftern (ca. 6179 ha, was etwa 82 % der heutigen Fläche entspricht) angegeben. Im Jahr 1854 hatte die Katastralgemeinde 1684 Einwohner, im Jahr 1865 waren es 2018.
1915 wurde ein Teil der benachbarten, damals zur Gemeinde Grades gehörenden Katastralgemeinde Feistritz abgetrennt, nämlich die Ortschaft Zienitzen, und kam von der Gemeinde Grades an die Gemeinde St. Salvator. Das entsprechende Gebiet wurde bei Veröffentlichung der Ergebnisse der Volkszählung von 1923 als Katastralgemeinde Feistritz II erwähnt, mit einer Fläche von 1366 ha. Bei der folgenden Volkszählung, 1934, war dieses Gebiet bereits an die Katastralgemeinde St. Salvator angeschlossen worden, die dadurch auf etwa ihre heutige Größe anwuchs.
1961 wurde die Fläche der Katastralgemeinde mit 7529,9735 ha angegeben, 1991 mit 7532,13 ha. 1973 kam die Katastralgemeinde St. Salvator an die Gemeinde Friesach.
Die Katastralgemeinde St. Salvator gehörte ab 1850 zum politischen Bezirk Sankt Veit an der Glan und zum Gerichtsbezirk Friesach. Von 1854 bis 1868 gehörte sie zum Gemischten Bezirk Friesach. 1868 kam sie zum politischen Bezirk Sankt Veit an der Glan, zu dem sie bis heute gehört. Was die Gerichtsbarkeit betrifft, kam sie 1868 zum Gerichtsbezirk Friesach; seit dessen Auflösung 1978 gehört sie zum Gerichtsbezirk Sankt Veit an der Glan.